# Mattias Gustaf Staël von Holstein
Mattias Gustaf Staël von Holstein, född 28 april 1666, död i juni 1720, var en svensk militär.
Mattias Gustaf Staël von Holstein var son till överstelöjtnant Johan Staël och Christina Möller samt dotterson till Arent Möller. Han blev volontär vid Livgardet i februari 1683, var musketerare och pikenerare där, och blev fänrik vid Närkes och Värmlands regemente 1684. Staël von Holstein blev kapten vid Åbo läns infanteriregemente i juni 1689, kapten vid ett kompani dragoner i Finland som han förde till Stockholm samma år och gick 1693 i holländsk tjänst varifrån han återkom 1695. Han blev fänrik vid Livgardet 1695, kapten vid Västgöta-Dals regemente samma år, major vid Närkes och Värmlands tremänningsinfanteriregemente 1701 och överstelöjtnant där samma år. Staël von Holstein var tillförordnad regementschef för Närkes och Värmlands tremänningsinfanteriregemente 1705–1708, blev tillfångatagen i slaget vid Lesna och fördes därifrån till Jaroslavl, där han avled i fångenskap.